# Medjau
Unter dem Namen Medjau (auch Medjai oder Medja) wurden im Alten Ägypten vom Ende des Alten bis zum Neuen Reich Menschen bezeichnet, die in der Nubischen Wüste, im Roten-Meer-Gebirge und westlich davon in Atbai lebten. Sie dienten den Ägyptern als Karawanenführer, Polizisten und Berufssoldaten. Die Medjau waren aber auch gefährliche Feinde. Historische Aufzeichnungen berichten von häufigen Auseinandersetzungen mit den Ägyptern.

## Identifikation
Die Medjau gehörten wahrscheinlich zu einer größeren kulturellen Gruppe, die in kuschitischen Aufzeichnungen aus dem 1. Jahrtausend v. Chr. Meded genannt wird und in demotischen Texten als „Belhem“ auftritt. Die Griechen und Römer bezeichneten diese Gruppe als Blemmyer, während man sie im Arabischen Beja (Bedscha) nannte. Möglicherweise wurden einige Medjau von den Ägyptern auch allgemeiner als Iuntiu und von den Griechen als Troglodyten bezeichnet.

## Geschichte
Etwa 2000 v. Chr. traten klimatische Veränderungen im Roten-Meer-Gebirge und der Atbai-Ebene auf, die sich erheblich von denen in der Westwüste unterschieden und zu besseren Lebensbedingungen führten. Regenfall auf den Hochebenen und im Gebirge sorgte während der Monsunzeit für mäßige Wasseransammlungen, die Weidegrund für Tierherden (Schafe, Ziegen und Rinder) boten. Aufgrund der begrenzten Ressourcen setzten saisonale Wanderbewegungen ein. In den Trockenmonaten zogen die Einwohner ins Niltal oder Gebirge, wo sie in Höhlen Schutz vor der Hitze fanden. Während der Regenzeit im Spätsommer breiteten sich die Viehhirten bis nach Butana zwischen dem Schwarzen und Blauen Nil aus. Die saisonalen Nord-Süd-Wanderungen boten ausreichend Gelegenheiten zum Handel und führten möglicherweise auch zu Handelskontakten zwischen Ägypten und Somalia (Punt).
Die Gegend um das Rote-Meer-Gebirge besaß gut ausgebaute Handelsrouten und war bereits frühzeitig von Bedeutung, da von hier aus im größeren Umfang Waren nach Ägypten und Unternubien importiert wurden. Der früheste eindeutige Hinweis für Menschen aus dieser Region ist eine kleine Anzahl zeitgenössischer Gräber aus Nubien, sowie eine Stelengruppe aus Helwan, die in Gräbern der 2. Dynastie gefunden wurde und Menschen aus Punt oder Atbai zeigt.
Während des Alten Reiches ist von Menschen aus dieser Gegend nur wenig bekannt. Es existieren lediglich vereinzelte Hinweise auf Feldzüge gegen sie. Vermutlich sicherten die Medjau nördlich vom Wadi Hammamat Wüstenrouten zu den Minen und Steinbrüchen ab sowie die für den Handel mit Punt eingerichteten Hafenanlagen am Roten Meer. Die erste echte Erwähnung der Medjau erfolgte in der 6. Dynastie. In Assuan berichten königliche Inschriften und Grabbiographien von Nomarchen und Karawanenführern aus Elephantine, dass Medjau und Nubier, unter ägyptischer Aufsicht, die Kontrolle über die Region übernahmen. Während die Nubier in den Unruhen der Ersten Zwischenzeit noch eine wesentliche Rolle spielten, ist über die Medjau bis zu Beginn des Mittleren Reiches nur wenig bekannt. Erst in der 12. Dynastie tauchen Darstellungen in mittelägyptischen Grabkapellen auf, die die Medjau als abgemagerte Viehhirten zeigen.
Eine wichtigere Rolle spielten die Medjau in den ägyptischen Feldzügen gegen Nubien und Kusch, die zur Errichtung von Festungsanlagen in Unternubien und nahe der ägyptischen Südgrenze führten. Die Medjau bildeten einen wesentlichen Teil der Garnisonstruppen und wurden darüber hinaus als Wüstenpatrouille eingesetzt oder um Infiltrationen anderer Medjau zu verhindern. Einen weiteren Hinweis liefert die Festung im unternubischen Serra-Ost, die den Namen Khesef-Medjau („Der die Medjau vertreibt“) trug. Zur selben Zeit werden in Texten zwei wichtige Medjau namens Auwshek und Webat-Sepet erwähnt, die dermaßen gefürchtet waren, dass sie verflucht wurden.
Die Medjau beteiligten sich an den Unruhen der Zweiten Zwischenzeit und standen zeitgleich in Verbindung mit der Pfannengräberkultur. Als zu Beginn des Neuen Reiches die Herrschaft Ägyptens bis zum vierten Nilkatarakt ausgedehnt wurde, werden die Medjau kaum noch als Streitmacht erwähnt, dafür aber vermehrt als Polizeikräfte eingesetzt. Der Name der Medjau wurde bis zum späten Neuen Reich nun zum Synonym für „Polizei“.
Nach dem Ende des Neuen Reiches verschwand der Begriff Medjau. Vom Neuen Reich bis 900/800 v. Chr. existieren nur wenige archäologische Spuren für Nubien und Sudan. Auf Friedhöfen am zweiten Nilkatarakt befinden sich Gräber, die Gemeinsamkeiten mit der frühen Pfannengräberkultur aufweisen. Einige nubische Töpferwaren sind mit frühesten kuschitischen Hügelgräbern bei el-Kurru vergleichbar, die aus dem 10. bis 9. Jh. v. Chr. stammen. Spätere kuschitische Herrscher des 5. und 4. Jh. v. Chr. führten in der Nähe von Meroe Feldzüge gegen die Meded und die „Rehres“, die möglicherweise eine Untergruppe darstellen.
Während der griechisch-römischen Zeit wurde das Ausbreitungsgebiet und die Rolle der Medjau von den Blemmyern eingenommen, die bei den Arabern auch als Beja bekannt waren. Die Gruppen der Blemmyer-Beja bildeten mächtige Bündnisse, übernahmen die Kontrolle über den Handel und die Edelsteinminen und legten sich mit größeren Mächten an. Vom dritten bis fünften Jahrhundert drängten sie nach Oberägypten und Unternubien und tauchten sogar westlich bis zur Oase Kharga und nördlich bis zur Sinai-Halbinsel auf.

## Trivia
In den Filmen „Die Mumie“ und „Die Mumie kehrt zurück“ tritt ein Geheimbund namens „Medjai“ auf, der im alten Ägypten die Leibwache des Pharaos stellte und über 3000 Jahre das Grab Imhoteps in der Totenstadt bewacht. Hier existieren die Medjai auch im 20. Jahrhundert noch mit zahlreichen Angehörigen, die in 12 Stämmen organisiert sind.
Im Computerspiel Assassin’s Creed Origins verkörpert der Spieler in der Rolle des fiktiven Hauptcharakters „Bayek von Siwa“ den letzten Medjau des untergehenden Ptolemäisch-Ägyptischen Reiches in der Zeit um 50 v. Chr.